# مصلى الأقصى القديم

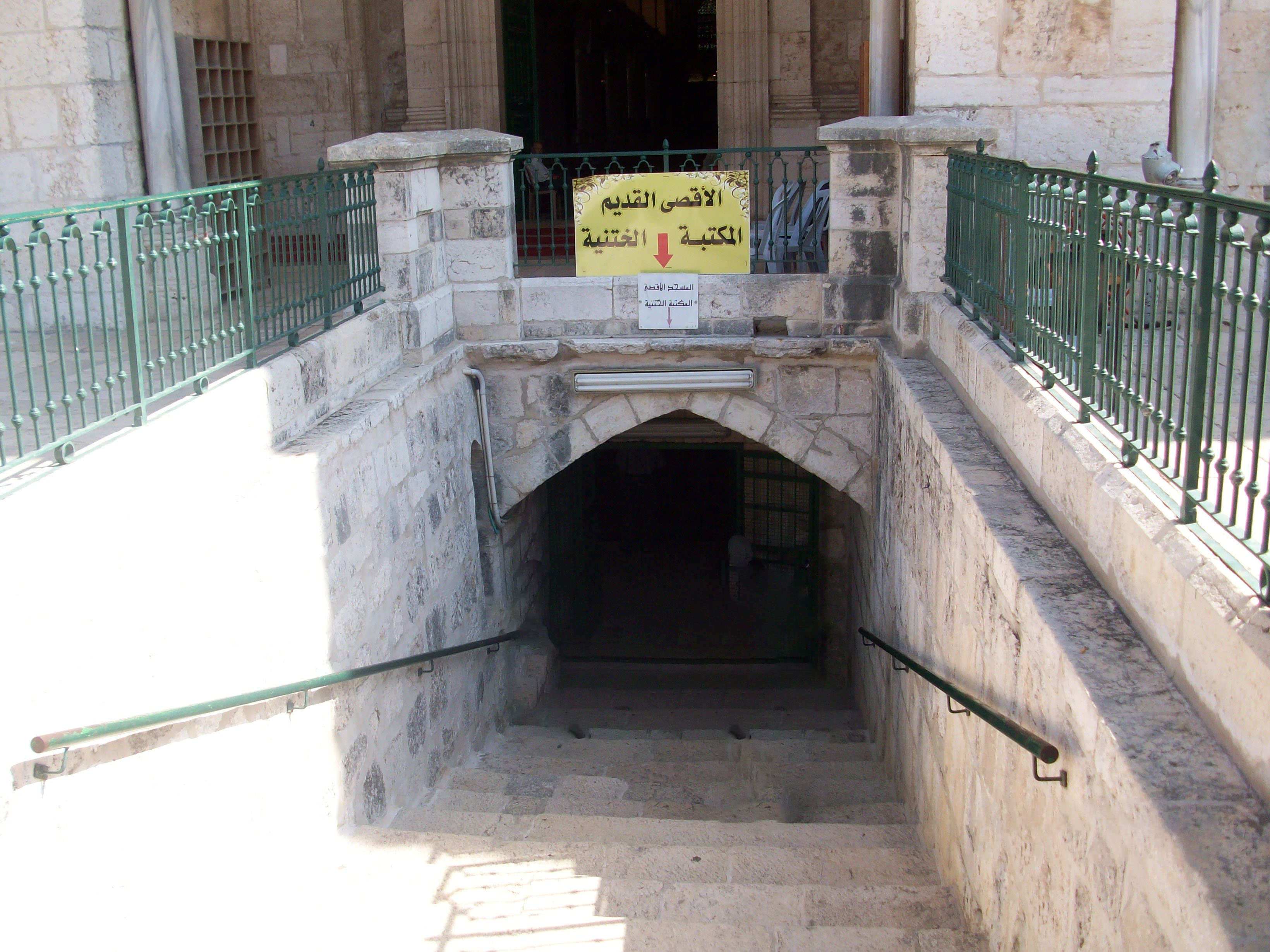
مدخل مصلى الأقصى القديم

مصلى الأقصى القديم يقع هذا المصلّى تحت الجامع القبلي، يدخل إليه عبر درج يقع قرب الرواق الأوسط في الجهة الشمالية للجامع القبلي، وهو عبارة عن ممر يتكون من رواقين باتجاه الجنوب بناه الأمويون ليكون مدخلاً ملكيًا إلى المسجد الأقصى من القصور الأموية التي تقع خارج حدود الأقصى من الجهة الجنوبية. ويوجد عند المدخل الشمالي منه غرفة صغيرة كانت تستخدم للحرس، كما يوجد غرفة أكبر تقع عند بقايا الباب المزدوج عند المدخل الجنوبي للمصلّى والتي كانت تستخدم للحرس أيضًا، وهي تحتوي على محراب في مدخلها، ويوجدبئر عميق ومغلق الآن. ومن العناصر المعمارية المميزة فيه وجود قبّتان أمويتان مسطحتان تقومان فوق مدخله الجنوبي، وعندهما يوجد أعمدة حجرية ضخمة تشكل الأساس الذي تقوم عليه منطقة قبة الجامع القبلي، وقد رُممت عام 1927. بتمويل من الملك فاروق من مصر، وقد كان هذا المصلّى مغلقًا لا يُفتح إلا في حالات الضروري حتى عام 1998، حيث تم تنظيفه وإعداده ليكون مكانًا ملائمًا للصلاة، وهو يتّسع لحوالي 1000 مصلّ.

## الموقع
يقع مصلى الأقصى القديم تحت الجامع القبلي، يدخل إليه عبر درج حجري يقع قرب الرواق الأوسط في الجهة الشمالية للجامع القبلي.

## التخطيط العمراني
يتألف المصلى من رواقين كبيرين اتجاههما من الجنوب للشمال، تحدوهما أعمدة حجرية ضخمة تحمل سقفه الذي يقوم جزء من الجامع القِبْلي عليه. وهو يمثل جزءا من التسوية الجنوبية التي أقيمت فوق الأرضية الأصلية المنحدرة للمسجد الأقصى المبارك، حتى يتسنى البناء على سطح مستوٍ. ويمكن الزائر أن يرى من داخله سقف أرضية المسجد الأقصى، وتلمس الأعمدة الضخمة التي تحمل المسجد الأقصى، والتي تم إحاطتها بأعمدة إسمنتية حديثة ، تمت إضافتها خلال ترميم المجلس الإسلامي الأعلى لهذا المكان عام 1927. وهي أصغر حجما لتشكل دعما لها، وتقع هذه الأعمدة أو السواري تحت المكان الذي فيه محراب ومنبر المسجد الأقصى ويضم غرفا وزوايا، ومساطب متفاوتة الطول والارتفاع، وأيضا بئر عميقة، أضاءتها دائرة الأوقاف لتمكين الزائرين من مشاهدتها. ولهذه البئر قصة معروفة يرويها أهالي القدس وحراس المسجد الأقصى المبارك، حيث كانت قديما عامرة بالمياه، حتى قامت سلطات الاحتلال بتفريغها من الماء واستخدامها للتسلل إلى الأقصى، ومن أشهر من تسلل إليه من خلالها وزير الحرب الإسرائيلي عام 1967 موشيه دايان، ولذلك قامت دائرة الأوقاف بإغلاق هذه البئر وإضاءتها باستمرار لضمان عدم قيام أي شخص من العناصر الصهيونية المتطرفة بالتسلل إلى الأقصى من خلالها. ويتهدد البئر وباقي البناء أعمال الحفريات الإسرائيلية بالقرب منه جنوب المسجد الأقصى، وهي الحفريات التي لم تهدا منذ الاحتلال الإسرائيلي في حزيران (يونيو) 1967.

## التاريخ

### بناؤه
اختلف فيمن بناه فمنهم من قال «ويعتقد انه يعود للفترة الرومانية»، «وهذا ما رجحه مجير الدين حينما تحدث عن الزاوية الختنية بان بناءها قديم من بناء الروم، وهناك مختصين يرجعونه إلى فترة هيردوس (37- 4 ق. م.)، ويبدو ان هذا الباب قد هدم في حملة تيطس سنة 70 م.» ولكن بعد سنوات «كشفت الحفريات عن قصور أموية مهيبة خلف جدار المسجد الأقصى الجنوبي، وسلط ذلك مزيد من الضوء على الاهتمام الأموي بالحرم القدسي». فآثـار دار الإمـارة الأمويّـة واضحـة بيّنـة وهــي مكوّنة من أربعة قصور ضخمة ما زالت آثارها بادية للعيان خلف المسجد من جهـة الجنـوب. ويعتقد أن الهدف الأصلي من بنائه هو أن يكون ممرا للأمراء الأمويين القادمين من الباب المزدوج الذي يطل على القصور الأموية الواقعة جنوب المسجد الأقصى المبارك إلى الجامع القِبْلي مباشرة. والباب المزدوج مكون من بوابتين، كما يوضح اسمه، تقودان إلى رواقين، وعناصر بنائه تؤكد أن الأمويين هم الذين بنوه، ويرجح أن يكون في زمن عبد الملك بن مروان ومن ثم ابنه الوليد وهو ما يدحض ادعاءات اليهود حوله حيث يدعون أنه من بناء سليمان عليه السلام أو المللك هيرودس والغالب ان الباب المزدوج مغلق بأمر السلطان صلاح الدين لحماية المسجد والمدينة من الغزاة. ولقد قام الناصر صلاح الدين ببناء المدرسة الخنثنية أو الختنية، نسبة إلى شيخها الخنثني، داخل المبنى البارز خارج السور الجنوبي للمسجد الأقصى والمعروف بالبرج، لتحيط بالباب من الخارج، واوقفها في سنة 587ه 1191م، ويدلف إلى هذه المدرسة نزولا بدرجات يقود إليها مدخل يقع على يمين محراب الجامع القبلي. وبعد أن ظلت هذه المدرسة مهملة ومستخدمة كمخزن عدة سنوات، عادت اليوم نبراس علم يتعلم فيها الطلاب القرآن الكريم، كما تضم الآن مكتبة حديثة مميزة تحتشد فيها الآلاف من الكتب والمراجع وتعرف بمكتبة المدرسة الختنية.

### التاريخ المعاصر
كان المصلى مغلقًا ولا يفتح إلا في حالات الضرورة «يعتقد بأن الأمراء الأمويين كانوا يدخلون إلى الحرم القدسي من المسجد الأقصى القديم، الذي أغلق بشكل نسبي أو كامل في فترات لاحقة، لأسباب ذات طابع أمني، وفقا لقرارات اتخذها كبار قادة الجيوش في العصور الأيوبية والمملوكية والفاطمية» «وبقي المكان لقرون مهجورا ومليئا بالأتربة والأحجار، إلى أن أعيد افتتاحه للصلاة عام 1419هـ/1998م على يد مؤسسة الأقصى لإعمار المقدسات ولجنة التراث الإسلامي المقدسية مع تزايد أعداد شادي الرحال إلى المسجد الأقصى المبارك. تبلغ مساحته نحو ولكن الجزء المخصص للصلاة فيه صغير ولا يتسع إلا لنحو خمسمائة مصل. وفي 10/8/1999م، قامت سلطات الاحتلال قامت بإغلاق فتحة التهوية ومعالجة الرطوبة في جدار مصلى الأقصى القديم».

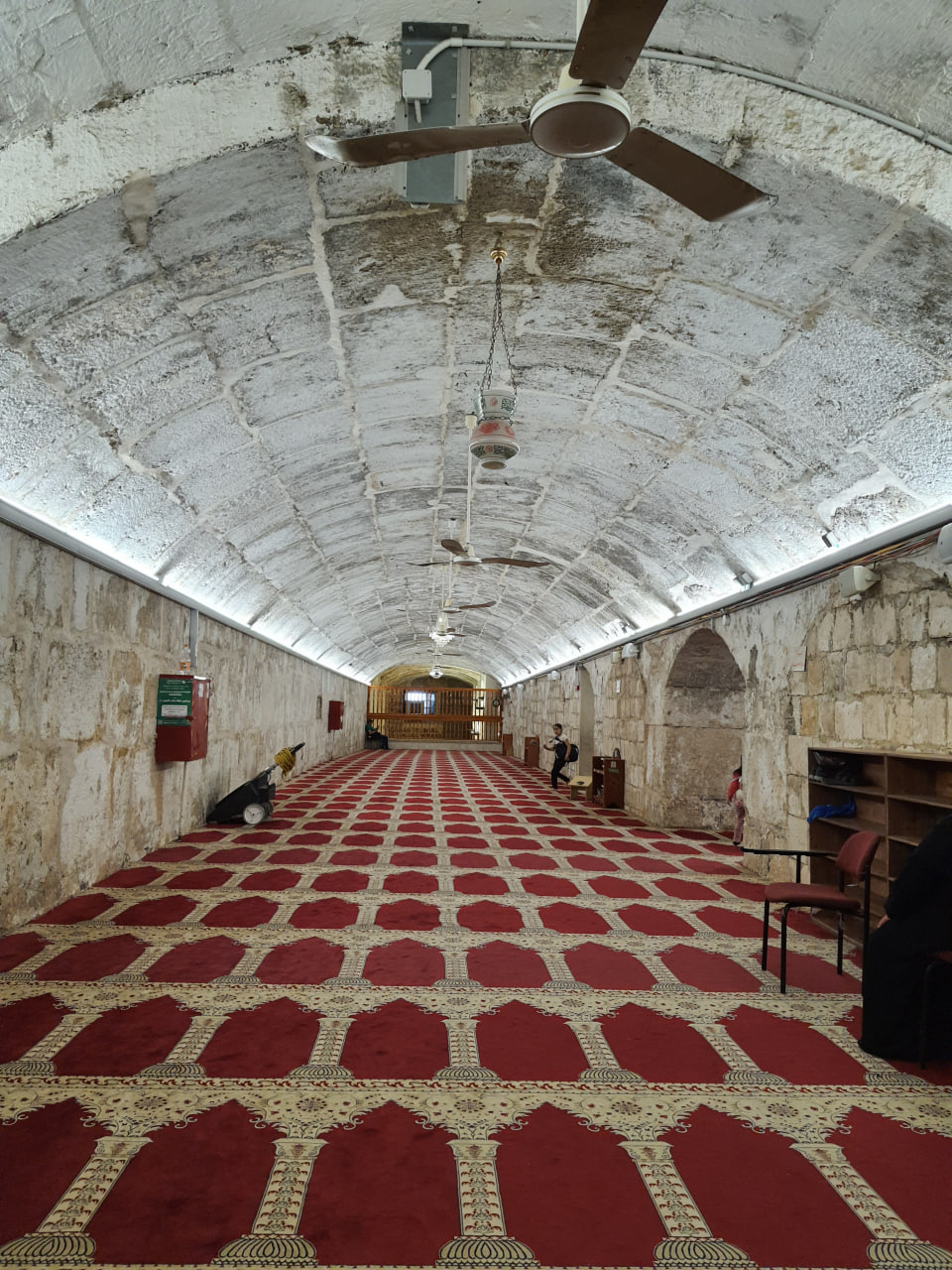
مصلى الأقصى القديم حديثا